# Kalni

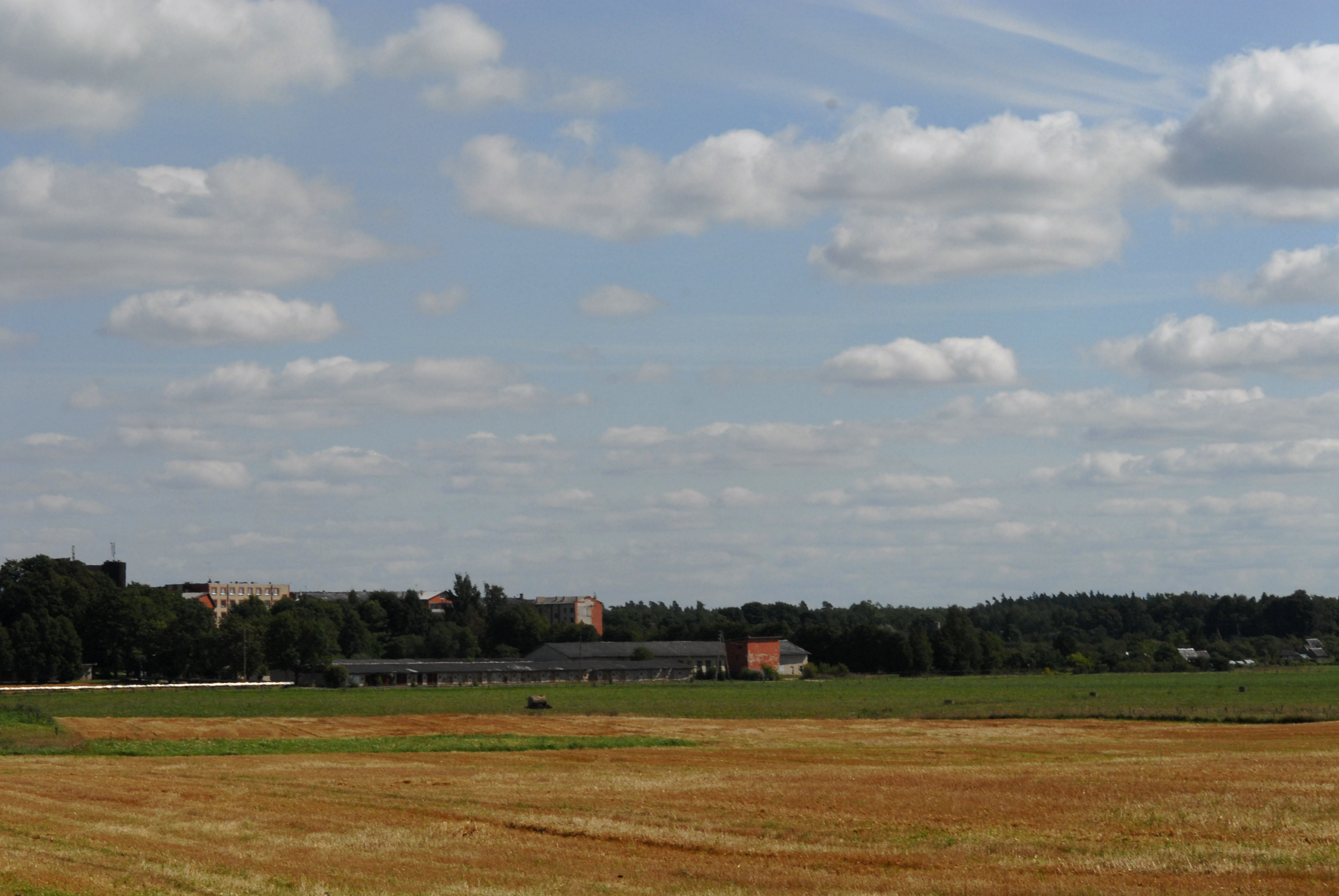
Inmediaciones de Kalni

Kalni es un pequeño pueblo fronterizo del suroeste de Letonia que limita con el noroeste de Lituania. Está ubicado en el condado letón de Nigrande (Nīgrandes pagasts), perteneciente la municipalidad de Saldus (Saldus novads, antes de la reforma administrativa del 1.º de julio de 2009, fue el "Distrito de Saldus", en letón Saldus rajons), de la región histórica de Kurzeme al oeste del país báltico.
Kalni, en idioma letón, significa "montañas" (del singular kalns "montaña"). El pueblo recibe este nombre por la existencia en su geografía de unas pequeñas montañas, tan poco escarpadas que pueden pasar inadvertidas.
En la época de la URSS, funcionó en él un frutífero koljo (granja colectiva, en letón kolhozs). Actualmente, la agricultura y la pequeña industria porcina representan actividades económicas importantes, sin dejar por fuera, la explotación maderera.

## Servicios
Kalni cuenta con todos los servicios básicos y otros servicios: agua potable, electricidad, gas doméstico, calefacción (en su mayoría de leña), educación pública primaria y secundaria, telefonía fija pública y privada, telefonía celular, recepción de señal abierta de radio y TV, Internet, transporte público, oficina postal, pequeño hospital, pequeñas tiendas, farmacia, hotel, teatro y áreas recreativas para deportes, esparcimiento y modesto turismo interno.

## Escuela Media de Kalni
A pesar de ser un pueblo pequeño y apartado, funciona la Kalnu vidusskola (Escuela Media de Kalni), moderno y bien dotado centro educativo que abarca educación primaria y secundaria. Cuenta con aulas bien equipadas, óptimas instalaciones deportivas tanto al aire libre como bajo techo, saunas, internado, biblioteca, comedor, teatro, etc. Alberga estudiantes de diversas partes del país, algunos atraídos por un programa de materias y preparación física militar impartido en la institución. En el período escolar 2002-2003 estudió un estudiante de intercambio proveniente de Venezuela.

## Escuela de Música de Nigrande
En Kalni también funciona la Nīgrandes mūzikas skola (Escuela de Música de Nigrande). Los estudiantes graduados en esta escuela obtienen un título válido en el área musical.

## Idiomas e inmigración
La mayoría de su pequeña población es de habla letona, no obstante, hay un importante número de hablantes de lituano (idioma oficial de Lituania y único idioma vivo emparentado con el letón). La cercanía geográfica y ciertas condiciones económicas favorables letonas han propiciado la inmigración de lituanos a este pequeño pueblo, y a otros de la frontera común.